# 블랙베어
매튜 타일러 무스토(Matthew Tyler Musto, 1990년 11월 27일 ~ )는 흔히 블랙베어 (Blackbear)로 잘 알려진 미국의 가수, 송라이터이다. 그는 미국 펜실베이니아주 피트스턴에서 태어났으며, 후에 음악 생활은 로스앤젤레스에서 하였다.
그는 자신의 첫 EP Brightness로 이름을 알렸다. 2012년 저스틴 비버의 Boyfriend의 송라이터로 작업에 참여하였고, 머신 건 켈리의 첫 정규 음반인 Lace Up의 피쳐링, 송라이팅 등을 맡아 참여하였다.
2014년 그는 새로운 음반인 Deadroses를 발매하였고, 지 이지(G-Eazy), 데번 밸드윈(Devon Baldwin)가 피쳐링에 참여하였다.